# Hôtel d’Alençon
Koordinaten: 48° 51′ 47,2″ N, 2° 21′ 15,6″ O
Das Hôtel d’Alençon war ein Stadtpalast in Paris, der über die Jahrhunderte hinweg vor allem von Angehörigen der königlichen Familie bewohnt wurde. Es stand westlich der Rue de l’Amiral de Coligny (damals Rue des Poulies) und südlich der (im Mittelalter noch nicht existierenden) Rue de Rivoli, also im Bereich des nordöstlichen Teils der heutigen Cour Carrée des Palais du Louvre. Südlich des Hôtel d’Alençon stand – durch die Rue du Petit-Bourbon getrennt – das Hôtel du Petit-Bourbon, südöstlich des Geländes steht die Kirche Saint-Germain l’Auxerrois.
Die Geschichte des Hôtel d’Alençon erstreckt sich von der Mitte des 13. bis zur Mitte des 18. Jahrhunderts und ist aufgrund seiner zahlreichen Besitzer- und Namenswechsel, Aufteilungen, Abrisse und Wiederherstellungen verwickelt und in Details nicht eindeutig geklärt.

## Das Hôtel d’Autriche
Edmond de Poulie besaß im 13. Jahrhundert nordöstlich des Louvre ein großes Haus mit Garten, das er Alphonse de Poitiers (1220–1271), seit 1241 Graf von Poitou und (durch seine Ehefrau) seit 1249 Graf von Toulouse, dem jüngeren Bruder des Königs Ludwig IX., verkaufte. Dieser ließ hier 1254–1262 seine Stadtresidenz errichten, und durch den Erwerb von Nachbarhäusern konnte er das Hôtel deutlich größer anlegen als das Haus Poulies, das er gekauft hatte. Die Residenz, die östlich der heute nicht mehr existierenden Rue d’Autriche lag, die das Palais vom Louvre trennte, wurde anfangs Hôtel d’Hosteriche genannt, wobei unklar ist, ob das Hôtel nach der Straße oder die Straße nach dem Hôtel benannt wurde. Den Namen Hôtel d’Alençon sollte sie erst später bekommen.
1281 gehörte das Hôtel Archambaud, Graf von Périgord († 1295), der in diesem Jahr eine Hälfte an Pierre de France, Graf von Alençon und seit 1279 durch seine Ehefrau Graf von Blois, einem jüngeren Sohn Ludwigs IX., verkaufte. Pierre de France starb 1284 ohne Erben und zumindest seine Apanage fiel an die Krone zurück.
Besitzer des Hôtels war danach Enguerrand de Marigny († 1315), der an der Rue de Poulies Erweiterungen vornahm, nachdem er vom Kapitel von Saint-Germain-l’Auxerrois dort befindliche Häuser und Grundstücke übernommen hatte. Nach Marignys Sturz 1314 wurde sein Besitz beschlagnahmt, sollte das Hôtel zerstört werden, was aber wohl nicht geschah. Neuer Besitzer wurde Charles II. de Valois († 1346), Graf von Alençon, der Sohn jenes Charles I. de Valois, der nach Marignys Sturz von 1314 bis 1316 Regent von Frankreich war; im Jahr nach dem Tod von Charles II., 1347, lebte dessen Witwe Maria von Kastilien († 1375) in dem Palais.
Um 1380 bestand das Hôtel d’Autriche als L-förmiges und damit zweiflügeliges Gebäude mit einer Seitenlänge von über 100 Metern an der West- und der Südseite sowie einer Stärke von 40 Metern.
In dieser Zeit, also während des Hundertjährigen Kriegs (1337–1453) scheint das Hôtel verfallen zu sein, denn eine Notiz aus dem Jahr 1421 hält fest: „Ein großes Hôtel als Ruine, genannt Hôtel d’Autriche, dem Herzog von Alençon gehörend“, „leer, zerstört und unbewohnbar“. Herzog von Alençon war 1421 Jean de Valois (1409–1476) und es kann aufgrund der Notiz angenommen werden, dass sich das Hôtel seit Charles II. ununterbrochen im Besitz der Familie befand. Dennoch scheint sich der Name Hôtel d’Alençon erst im 15. Jahrhundert durchgesetzt haben. René de Valois, duc d’Alençon (1454–1492), verkaufte das Hôtel im Jahr 1470.

## Das Hôtel d’Alençon
Spätestens seit dem Verkauf von 1470 werden die Teile des Hôtels als Grand Hôtel d’Alençon (an der Rue d’Autriche, also im Norden und Westen), und Petit Hôtel d’Alençon (an der Westseite der Rue des Poulies und an der Rue du Petit-Bourbon, also im Süden und Osten), bezeichnet. Danach werden die Besitzverhältnisse unübersichtlich und wohl auch uneinheitlich – und 180 Jahre später kann man nicht einmal mehr von einem (oder zwei) geschlossenen Gebäudekomplexen reden.
Der Stadtplan von Jacques Gomboust von 1652 weist an der Ostseite des Hôtel d’Alençon (also im Bereich des Petit Hôtel) von Norden nach Süden folgende Palais‘ mit Innenhof auf: d‘Aumont, Villequier, H de Longueville und M de Choisy, die ersten beiden ohne, die letzten beidem mit einem bis an die nun Rue du Louvre genannte ehemalige Rue d’Autriche reichenden Park.
Auf der Westseite (im Bereich des Grand Hôtel) befinden sich im Norden das Hôtel de Créquy, das 1622 für Charles I. de Blanchefort, marquis de Créquy (1578–1638), Marschall von Frankreich, gebaut wurde, und südlich davon das H de la Force, die Residenz von Armand Nompar de Caumont, seit 1652 2. Duc de la Force (1580–1675), ebenfalls Marschall von Frankreich, das aufgrund des Aufstiegs der Familie etwa aus der gleichen Zeit stammen wird.
Insgesamt werden also Mitte des 17. Jahrhunderts zum Gelände des Hôtel d‘Alençon sechs Palais namentlich benannt, von denen vier (die des Petit-Hôtel) wenigstens baulich zusammenhängend sind, während die Residenzen der beiden Marschälle solitär stehen.
Aus diesen 180 Jahren sind folgende Ereignisse wesentlich:
- 1519 ließ Nicolas II. de Neufville († 1553), Trésorier de France und ab 1524 Seigneur de Villeroy, das Grand Hôtel wiederherstellen[11]. Er besaß es noch 1552[12].
- Am 15. Mai 1568 verkaufte es sein Sohn Nicolas III. de Neufville de Villeroy († 1598)[13] an den Herzog von Anjou, den späteren König Heinrich III. (1551–1589). Anjou überließ es der Königin[14] „zweifellos im Jahr 1573, als er zum König von Polen gewählt wurde“[15], die es wiederum ihrem Arzt Honorat de Castellan gab[16].
- 1578 kaufte Albert de Gondi, duc de Retz (1522–1602) von den Kindern Castellans deren Anteil am Hôtel d’Alençon[17], und gab ihm den Namen „Hôtel de Retz“ – es war jenes Haus, in das François Ravaillac am 14. Mai 1610 geführt wurde, nachdem er König Henri IV. erstochen hatte, um zu verhindern, dass er vom Mob gelyncht wurde[18].
- 1580[19] kaufte Marie de Bourbon, Duchesse d’Estouteville, die verwitwete Herzogin von Longueville († 1601)[20], das Grand Hôtel für 1400 Écus d’or[21], das sie erneuern ließ und das dann Hôtel de Longueville genannt wurde.
- Louise de Lorraine (1588–1631), die zweite Ehefrau de Prince de Conti (1558–1614), kaufte die Hälfte des Hôtels und ließ hier ein neues Gebäude errichten, welches ihren Namen trug; einen Teil davon verkaufte der Herzog von Guise dem König.

Das Ende des Hôtel d’Alençon bzw. seiner Teile wurde mit dem Plan Ludwigs XIV. eingeläutet, die Kolonnade Claude Perraults errichten zu lassen, den heutigen östlichen Abschluss des Louvre.
- König Ludwig XIV. erwarb 1657 das Petit Hôtel[22] und am 13. August 1662 den Longueville-Anteil[23], und ließ die dem Louvre am nächsten gelegenen Teile abreißen (das Petit Hôtel wurde 1664 abgerissen[24]).
- Da das Projekt aber nur teilweise realisiert wurde, blieb das Gebäude stehen und kam es 1709 zu einer Wiederherstellung als Residenz des Marquis d’Antin in seiner Aufgabe als surintendant des bâtiments du roi (Verwalter der königlichen Schlösser) – woraufhin das Hotel nur noch „la Surintendance“ hieß.
- 1738[25] wurde das Grand Hôtel wiederhergestellt, um die administration des postes (Postverwaltung) aufzunehmen.
- 1758 wurden dann die letzten Reste des Grand Hôtel d’Alençon abgerissen, um Freifläche für die Place du Louvre zu schaffen.

## Das Hôtel d’Alençon auf alten Pariser Stadtplänen

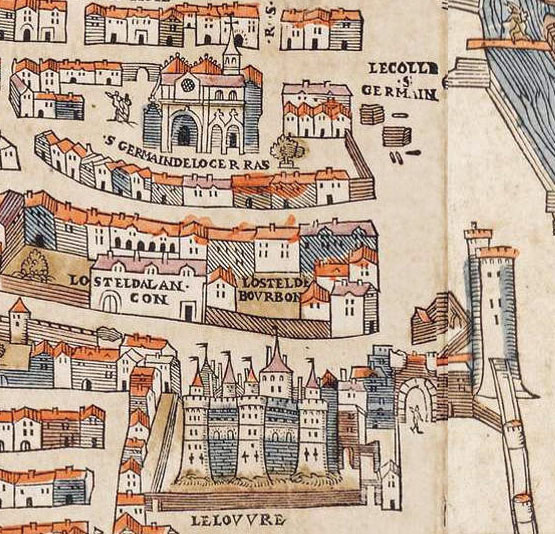
ca. 1550 (Plan von Truschet und Hoyau): das Hôtel d’Alençon findet sich in der Mitte links
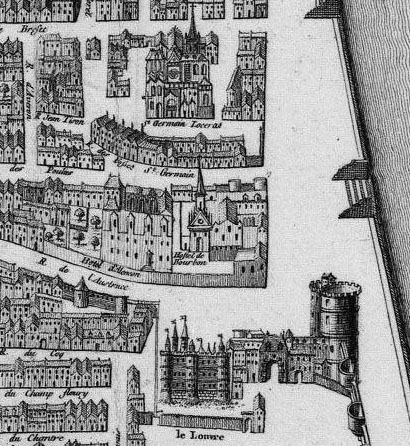
ca. 1550 (Saint Victor) : das Hôtel d’Alençon findet sich in der Mitte links
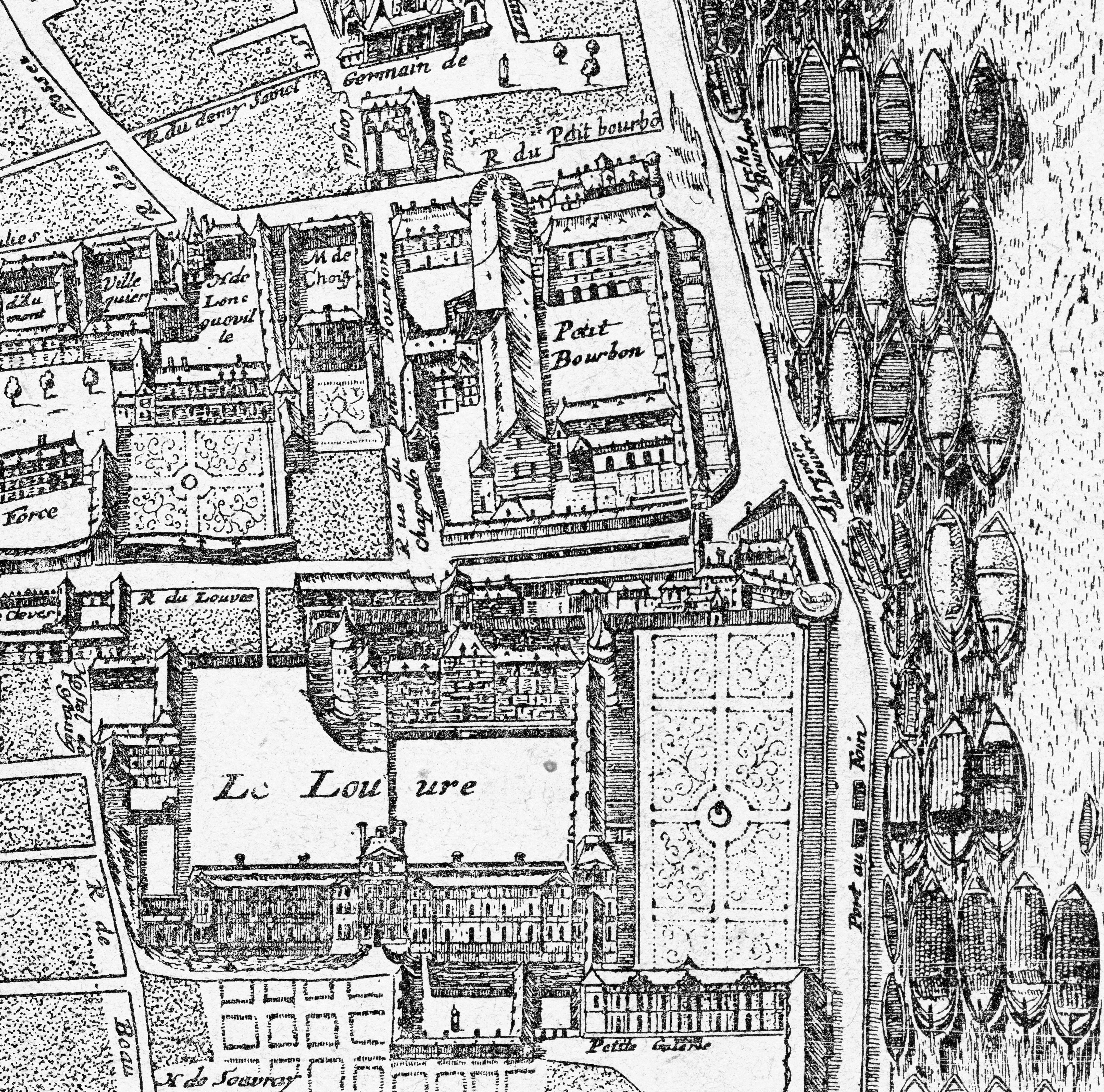
1652 (Gomboust): Das aufgeteilte Hôtel d’Alençon findet sich in der Mitte links mit (v.l.nr.) dem Hotel d’Aumont, dem Haus Villequiers und dem Haus Choisys, sowie dem Hôtel de Force unterhalb des Hôtel d’Aumont